# Bracon armeniacus
Bracon armeniacus är en stekelart som beskrevs av Telenga 1936. Bracon armeniacus ingår i släktet Bracon och familjen bracksteklar. Inga underarter finns listade.